# تونیک ویلیامز-دارلینگ
تونیک ویلیامز-دارلینگ (انگلیسی: Tonique Williams-Darling؛ زادهٔ ۱۷ ژانویهٔ ۱۹۷۶) دونده اهل باهاما بود.
وی در مسابقات کشوری و بین‌المللی در مجموع برندهٔ ۴ مدال طلا، ۱۱ مدال نقره و ۲ مدال برنز شده‌است.